# Aligre FM
 (avril 2023).
Aligre FM est une radio associative née en 1981 de la libération des ondes. Elle émet sur le 93.1 sur Paris-Île de France en modulation de fréquence. Elle a d'abord partagé sa fréquence avec la radio Ici et Maintenant, puis avec Radio Pays et aujourd'hui avec Cause commune depuis 2018. 
La radio est dirigée par Philippe Vannini de 1981 à 2017, puis par Nadia Ettayeb.
En 1990, la radio propose une matinale axée sur les questions environnementales, économiques et sociales avec pour mot d'ordre : un autre monde est possible. La matinale s'achève en 2014, lorsque la radio rencontre des difficultés économiques liées à la baisse des subventions.